# Myrmecophilus zorae
Myrmecophilus zorae är en insektsart som beskrevs av Karaman, M.S. 1963. Myrmecophilus zorae ingår i släktet Myrmecophilus och familjen Myrmecophilidae. Inga underarter finns listade i Catalogue of Life.